# Abdul Mumin
Abdul Mumin, né le 6 juin 1998 à Accra au Ghana, est un footballeur ghanéen. Il joue actuellement au poste de défenseur central au Rayo Vallecano.

## Biographie

### FC Nordsjælland
Né à Accra au Ghana, Abdul Mumin est formé par la Right to Dream Academy. Le 2 août 2016, est annoncé le transfert d'Abdul Mumin au club danois du FC Nordsjaelland, club partenaire de la Right to Dream Academy. Il signe son premier contrat professionnel avec le club et doit intégrer dans un premier temps l'équipe des U19. Il réalise finalement sa première apparition en professionnel le 7 août suivant, lors d'un match de Superligaen face à l'Aalborg BK. Il entre en jeu à la place de Viktor Tranberg lors de cette rencontre perdue par son équipe (1-2).

### HB Koge
Le 23 janvier 2018, il est prêté au HB Køge en deuxième division danoise, pour le reste de la saison 2017-2018. Il y joue un total de 13 matchs.

### Retour FC Nordsjælland
Après son prêt au HB Køge, il intègre le groupe professionnel du FC Nordsjælland pour la saison 2017-2018. C'est en 2019, à la suite du départ d'Andreas Skovgaard, que Mumin gagne davantage de temps de jeu et une place de titulaire.

### Vitória Guimarães
En fin de contrat au FC Nordsjælland, Abdul Mumin s'engage librement avec le Vitória Guimarães le 15 août 2020. Il joue son premier match sous ses nouvelles couleurs le 18 septembre 2020 face au Belenenses SAD, lors de la première journée de la saison 2020-2021 de première division portugaise. Il est titularisé et son équipe s'incline par un but à zéro.

### Rayo Vallecano
Le 1er septembre 2022, Abdul Mumin rejoint l'Espagne afin de s'engager en faveur du Rayo Vallecano. Il signe un contrat de quatre ans, soit jusqu'en juin 2026,.
Mumin inscrit son premier but pour la Real Sociedad le 29 octobre 2023, lors d'une rencontre de championnat face à la Real Sociedad. Titulaire, il ouvre le score, mais les deux équipes se neutralisent (2-2 score final).
Il est l'auteur d'un nouveau but le 16 septembre 2024 face au CA Osasuna en championnat, participant ainsi à la victoire de son équipe par trois buts à un.